# Lepidodactylus planicauda
Lepidodactylus planicauda — вид геконоподібних ящірок родини геконових (Gekkonidae). Ендемік Філіппін.

## Поширення і екологія
Lepidodactylus paurolepis мешкають на островах Самар, Бохоль, Себу, Панай, Таблас, Сібуян, Гуймарас, Масбате, Міндоро, Калагнаан, Калуя, Сібай і Боракай, а також на півдні Мінданао, зокрема на горі Апо. Вони живуть у вологих рівнинних і діптерокарпових лісах, в кокосових гаях та на плантаціях, трапляються поблизу людських поселень. Зустрічаються на висоті до 700 м над рівнем моря.